# Khu bảo tồn thiên nhiên Kẻ Gỗ
Khu bảo tồn thiên nhiên Kẻ Gỗ là một khu bảo tồn tại tỉnh Hà Tĩnh, Việt Nam. Khu bảo tồn này nằm trên địa bàn 3 huyện Cẩm Xuyên, Kỳ Anh, Hương Khê (miền nam tỉnh Hà Tĩnh), có tổng diện tích tự nhiên 35.159 ha, trong đó khu bảo tồn với 24.801 ha, rừng phòng hộ có 10.358 ha.

## Lịch sử
Khu vực này cho đến năm 1990 là vùng khai thác gỗ. Khi lâm nghiệp lấy gỗ ngừng hoạt động lại thì nhà chức trách cấp tỉnh cho lập ban quản trị Rừng bảo vệ lưu vực hồ Kẻ Gỗ năm 1994, quản lý 11.385 ha.
Năm 1996 gộp thêm 7.511 ha thuộc Lâm trường Kỳ Anh II và 5.905 ha của Lâm trường Hà Đông, nâng tổng diện tích thành 24.801 ha. Trong số này 20.537 ha là rừng cấm và 4.264 ha là rừng đang được hồi phục.

## Địa lý
Khu bảo tồn thiên nhiên Kẻ Gỗ bao gồm bờ phía nam hồ Kẻ Gỗ chạy dài đến biên giới tỉnh Quảng Bình. Địa hình là vùng trung du với đồi núi thấp phần lớn dưới 300 mét. Điểm cao nhất đạt 497 mét. Những nguồn nước chính chảy ra ba phía. Ngòi nước phía bắc đổ về hồ Kẻ Gỗ (sông Rào Cái) rồi theo đó ra Cửa Sót. Ngòi phía tây nhập vào sông Ngàn Sâu và sông Lam ra Cửa Hội. Ngòi phía nam thì nhập vào sông Gianh thuộc tỉnh Quảng Bình.

## Hệ động thực vật
Theo cuộc khảo sát năm 1999 thì Khu bảo tồn thiên nhiên Kẻ Gỗ có 46 loài có vú, 270 loài chim và 562 loài thực vật.
Miền cao hơn 300 mét phần lớn là cây thuộc Chi Sao. Vùng thấp thì các chi Michelia, Cinnamomum, cùng sến mật (Madhuca pasquieri) và lim xanh (Erythrophleum fordii) phổ biến nhất. Các loài thực vật quý thì phải kể táu, gõ, chò chỉ, kim giao, sến, lát hoa.
Các loại động vật quan trọng chủ yếu là loài chim như:
- Gà lôi lam đuôi trắng (Lophura hatinhensis).
- Gà lôi lam mào đen (Lophura imperialis).
- Trĩ sao (Rheinardia ocellata).
- Khướu mỏ dài (Jabouilleia danjoui).
- Chích chạch mặt xám (Macronous kelleyi).

Ngoài ra còn có gà lôi hông tía, ngan cánh trắng, vượn, gấu, tê tê, sóc bay. Riêng gà lôi lam đuôi trắng (danh pháp khoa học: Lophura hatinensis) được phát hiện ở đây vào năm 1988. Đây loài đặc hữu của vùng Hà Tĩnh, Quảng Bình, không có nơi nào khác trên thế giới nên khu Kẻ Gỗ là tối thiết yếu trong việc bảo tồn.
Voi, hổ và bò tót có lẽ đã tuyệt chủng vì săn bắn, không còn thấy dấu vết sinh hoạt.
Khu Kẻ Gỗ còn có 100 loài bò sát và lưỡng cư.

## Mối đe dọa
Mối đe dọa lớn nhất là do con người vì dân địa phương hay vào rừng kiểm củi và thu hoạch cây cỏ, nhất là Cinnamomum parthenoxylon để cất tinh dầu. Đối với cây gỗ thì Chi Sao được ưa chuộng nên hay bị đốn trộm.
Con người cũng hay gài bẫy giăng lưới bắt muông thú cung cấp thú rưng cho thị trường quốc nội cũng như buôn ra nước ngoài.